# Tell Saadija
Tell Saadija (Tell Saadiya, Tell es-Saadiya) – stanowisko archeologiczne położone w Iraku, w rejonie rzeki Dijala, na terenie starożytnej Mezopotamii.

## Badania archeologiczne
Badania na stanowisku miały miejsce w latach 1979–1980. Przeprowadzono je w ramach międzynarodowej akcji ratowania zabytków kultury w rejonie Dżebel Hamrin w związku z budową tamy na rzece Dijala (program Hamrin, Hamrin Dam Salvage Project), zorganizowanej przez Iracki Departament Starożytności. Prace archeologiczne na Tell Saadija powierzone zostały Centrum Archeologii Śródziemnomorskiej Uniwersytetu Warszawskiego, kierowali nimi Stefan K. Kozłowski oraz Piotr Bieliński. Niewielki tell mierzył około 80 metrów średnicy, w momencie rozpoczęcia badań, jego krawędzie od północy i zachodu były już zniszczone przez prace ziemne związane z budową tamy. Znaczną część powierzchni stanowiska zajmował nowożytny cmentarz, którego groby zakłócały stratygrafię. Odkryto tu osadę kultury Ubaid (V tysiąclecie p.n.e.) z wieloizbowymi domami wykonanymi z suszonej na słońcu cegły mułowej, a także piece garncarskie. Niektóre domy miały bardziej reprezentacyjny charakter, posiadały jedno pomieszczenie centralne, a pozostałe pomieszczenia, zwykle mniejsze, przylegały do jego dłuższych boków. Pod podłogami domów znajdowano pochówki dziecięce w urnach. Dziecięce urny grobowe, niektóre z nich w postaci pięknie malowanych dzbanów, są najcenniejszymi zabytkami odkrytymi na tym stanowisku. 